# Kluismolen
De Kluismolen (ook: Watermolen van Schoot, Molen van Mariëndaal of Joostenmolen) is een watermolen op de Abeek die zich bevindt aan de Schootstraat 64 te Beek.
Deze molen is echter niet te bereiken via de Schootstraat omdat de toegang over privé eigendom gaat (slecht aangegeven).Ze is wel te bereiken komende van Reppel.
De molen fungeerde aanvankelijk als korenmolen, later als oliemolen en volmolen, nog later als een combinatie van korenmolen en zaagmolen, welke laatste in 1860 werd stilgelegd.
De eerste vermelding van de molen is uit 1126. Toen werd hij door het kapittel van de Sint-Bartolomeüskerk te Luik verkocht aan ene Richerus. Er zijn aanwijzingen dat de molen al in 1078 bestond.
In 1741 werd de molen verkocht aan twee kluizenaars, en wel Jacobus Gradts en Wilhelmus Van den Bemden. Er werd nabij de molen een kluizenarij gebouwd. In 1798 werden beide door de Fransen aan een particulier verkocht. Op de Ferrariskaarten staat het geheel afgebeeld als Couvent ou Hermitage de Mariendael.
De molen brandde in 1893 af, en de herbouw in steen geschiedde in 1894.
De kluis werd in 1970 afgebroken, en in 1989 volgde de kapel. In 1986 werd het molenhuis als woonhuis ingericht. Rad en binnenwerk zijn verdwenen, alleen het betonnen sluiswerk herinnert nog aan de oorspronkelijke functie van het gebouw.